# 萨默林南
萨默林南是位於美國內華達州克拉克縣的普查規定居民點。

## 人口
根據2020年美國人口普查的數據，薩默林南的面積為25.08平方千米，皆為陸地。當地共有人口30744人，而人口密度為每平方千米1,225.84人。